# ベルト (機械)

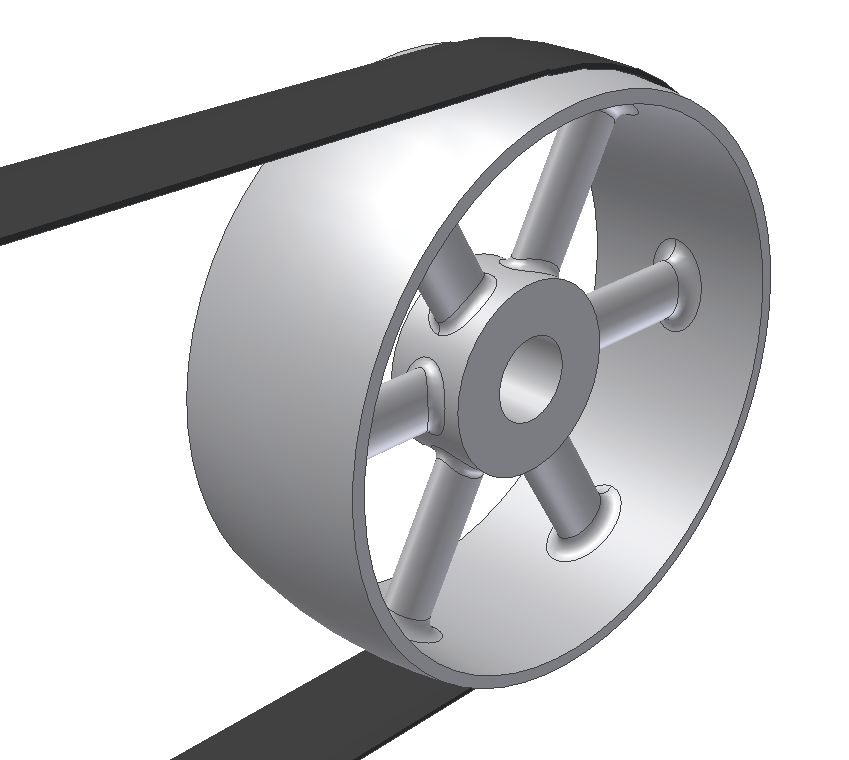
フラットベルト（平ベルト）

ベルト（英: belt）は「巻掛け伝動」装置に使われる機械要素で、原動車から従動車に動力を伝達するもの。ほとんどの場合、軸にセットされたプーリーに合わせて用いられる。
静音性、軸角度の自由度、軽量性、コストに利点があり、旧来から現在まで、ベルトコンベアや自転車、工作機械など、機械全般に幅広く使用されている。調帯（ちょうたい）とも。

## 種類
- フラットベルト（平ベルト）。旧来から、キャンバスなど布製のものが工場や農機で用いられてきた。
- コンベアベルト。ベルト外面でバラ物や製品を運搬する。工場で組み立てラインにも用いられる。
- コグドベルト（歯付きベルト）。平ベルトの滑りをなくすため突起（コグ）を設けたもの。自動車エンジンのタイミングベルトや、小型の電気機器（プリンターやプレーヤー類）など、ずれてはいけない機械に用いられる。潤滑不要なので、同様の機能を持ったローラーチェーンを使用できない箇所にも用いられる。
- Vベルト。V形の断面形状。自動車エンジンでのファンベルトや補機ベルト、スクーター等の無段変速機、洗濯機、農機など、広範な機器に用いられる。規格はインチ。スリップを減らすために高さを大きくし、曲げ抵抗を減らすため内側に切り込みを入れたコグベルトもある（あくまで側面の摩擦力で力を伝達するもので、丈夫な歯を持つコグドベルトとは異なる）。
- リブベルト。平ベルトの片面（内側）に数本のリブ（うね、山）が並列しているもので、Vベルトの多本掛けを代用する。薄く細い物は自動車エンジンのサーペンタインベルト、ファンベルト、補機ベルトなど、厚く太いものは工場で多く用いられる。
柔軟性に富み、自動車用のストレッチタイプはベルトテンショナー（張力調整装置）を省略しているが、劣化して滑りが出始めた場合は張力を増しても滑りを止めることはできず、強く張ると補機類の軸受けを痛めることになるため、交換が必要。
- 丸ベルト。小型の電気機器（プレーヤー、テープレコーダー、ビデオデッキ類）に多く用いられる。クロス掛けに強い。中実、中空、芯入りなどがある。

## 素材
布製から始まり、現在はゴムにナイロンなどの芯材を入れたものが主流になっている。丸ベルトにはウレタン製などもある。

## ベルトの掛け方

ベルトの掛け方による回転方向の変化

ベルトの掛け方によって原動車と従動車の回転方向が変化する。イラスト左から、従動車が原動車と同じ回転方向を得るオープンベルト（並行掛けとも）。従動車が原動車と逆の回転方向を得るクロスベルト（クロス掛け・十字掛け・たすき掛けとも）。軸方向を90°（またはそれ以外に）変えるクォーターターン。
クロスベルトとクォーターターンは、軸が接近しているとベルトが接触損耗・ねじれ破損するため、プーリー径とベルト幅によって適切に軸距離をとる必要がある。
ベルトは使い続けると表面が削れて弛み、スリップが発生するため、常に張りを調節する必要があり、多くの機器で軸位置を調整できる。
それを自動化するため、ばね式の張り車（テンショナー）を用いる場合がある。
逆に、テンションナーを緩めてスリップさせ、クラッチの代用にする機器もある。
テンションは通常内側から外に向かってかける。逆折れにテンションをかける場合は、強化型（レッド）ベルトを使用する。